# Gazela berberyjska
Gazela berberyjska (Gazella cuvieri) – ssak kopytny z rodziny wołowatych (Bovidae).
Gazela berberyjska jest gatunkiem antylopy właściwej zamieszkującej północną Afrykę. Nazwa gatunkowa (cuvieri) została nadana na cześć słynnego paleontologa i anatoma Georges'a Cuviera.

## Wygląd
Barwa sierści od ciemnobrązowej z tyłu ciała do blado żółtej na głowie, podbrzuszu i nogach. Ogon krótki i czarny, wzdłuż tułowia przebiega czarna pręga, a wzdłuż pyska od dużych uszu aż do nosa biegną cztery czarne linie. Gazela ta posiada proste, spiralnie skręcone rogi długości ok. 35 cm. 

## Środowisko występowania
Gazela berberyjska zamieszkuje różne typy siedlisk, od lasów dębowych, sawann, pól uprawnych i otwartych przestrzeni typu stepowego. Unika natomiast kamienistych terenów pustynnych. Występuje również na dużych wysokościach w górach Atlas.

## Zachowanie
Preferują półotwarte obszary i żyją w grupach nie większych niż osiem osobników. W skład stada wchodzi jeden samiec i kilka samic z młodymi.

## Pożywienie
Jak wszystkie krętorogie żywią się trawą i twardolistną roślinnością, którą żują w czasie odpoczynku.

## Rozmnażanie
Rzadko zdarzają się narodziny bliźniąt. Najczęściej samica rodzi jedno młode a okres ciąży trwa około 170 dni. Młode samice mogą odchować dwa mioty w ciągu roku.

## Antagonizm
Do zmniejszania się populacji tych gazel najbardziej przyczyniają się owce domowe, kozy oraz ludzie. Owce i kozy zabierają gazelom miejsca bytowe, a ludzie zabijają gazele dla skór oraz mięsa.